# Haemorhous mexicanus
El pinzón mexicano, camachuelo mexicano (Haemorhous mexicanus), conocido también como carpodaco doméstico, es una especie de ave paseriforme de la familia Fringillidae propia de América del Norte. Es una ave pequeña de color pardo, que vive prácticamente en todos los hábitats incluidas las grandes ciudades. Está como en preocupación menor (LC) por la lista roja de la IUCN.

## Descripción
Mide alrededor de 12 cm. Es de color pardo, con el vientre rayado. Los machos se caracterizan por tener el pecho, la frente, la raya supraocular y la rabadilla color rojo, en tonalidades que varían desde el rojo brillante hasta casi naranja. Las hembras son parecidas a las hembras del gorrión doméstico (Passer domesticus); al igual que éstas, su plumaje es castaño grisáceo en las partes dorsales y pardo en las partes ventrales, pero se distinguen por tener rayas en pecho y vientre y ser más esbeltas. Ambos sexos tienen el pico relativamente grueso. 
El canto es largo y sin un patrón bien definido. Se alimentan principalmente de semillas y pequeños frutos, aunque su dieta puede incluir pequeños insectos, por ejemplo áfidos.

## Distribución
Es un ave originaria de México y el oeste de los Estados Unidos, pero fue introducida al este de Norteamérica en el siglo XX como ave de jaula. Con el tiempo, las aves liberadas se aclimataron en las nuevas zonas, desplazando en algunas áreas al carpodaco norteño (Carpodacus purpureus) y al gorrión doméstico (Passer domesticus). Desde el siglo XIX fue introducido a Hawái. Su área actual de distribución comprende, por el oeste, desde el sur de la provincia de Columbia Británica, en Canadá, hasta las tierras altas del estado de Oaxaca, en México. Por el este, desde el extremo sur de Ontario y Quebec hasta el norte de Florida. Habita en casi todo Estados Unidos. En México, en la península de Baja California, los estados fronterizos norteños y a lo largo del Altiplano Central y hasta Guerrero y Oaxaca. Hay una población aislada en el centro de Chiapas, que se cree podría descender de aves domésticas.
Se trata de aves principalmente residentes, aunque algunas poblaciones orientales suelen migrar hacia el sur. Sus hábitats son bastante diversos, pues reside en claros de bosques, en matorrales, desiertos, tierras altas, zonas costeras, campos de cultivo y zonas urbanas, incluyendo grandes ciudades.